# Ретровируси
Ретровирусите (Retroviridae) са вируси, при които молекулата, носеща генетичната информация, не е ДНК, а РНК. Този тип вируси вкарва копие от своя РНК геном в ДНК на клетката приемник, като променя генома на клетката. След като навлезе в цитоплазмата на клетката приемник, вирусът използва собствен ензим, наречен обратна транскриптаза, за да произвежда ДНК от РНК генома си, което е обратния процес на транскрипцията, от там и името на ензима. Новата ДНК се слива с генома на клетката чрез ензим наречен интеграза и на този етап ретровирусната ДНК се причислява към провирусите. Клетката приемник третира вируснаната ДНК като част от своя геном, трнаскрибира я и транслира като собствена ДНК и синтезира протеините нужни за синтеза на нови копия от вируса.

## История
Най-известният ретровирус е човешкият имунодефицитен вирус (ХИВ), който се посочва като причинителя на синдрома на придобита имунна недостатъчност (СПИН). Известните при човека ретровируси са вирусите HTLV, към които се причисляват и двата вируса HIV-1, известен също така и с името HTLV-III, и HIV-2 – наричан още HTLV-IV.
Преносът на информация от РНК към ДНК противоречи на така наречената централна догма в биологията, според която информацията в клетките се предава само от ДНК към РНК, която от своя страна я предава на протеините.

## Заразяване
Когато вирусът заразява клетката, той инжектира в нея освен РНК също така и няколко молекули ензим, наречен обратна транскриптаза, който изгражда молекула ДНК от РНК.
Тази верига ДНК прониква в генома на приемната клетка, където навлиза в едно различно по продължителност състояние на покой.

## Класификация
- Подсемейство Orthoretrovirinae
  - Род Alpharetrovirus
  - Род Betaretrovirus
  - Род Gammaretrovirus
  - Род Deltaretrovirus
  - Род Epsilonretrovirus
  - Род Lentivirus
- Подсемейство Spumaretrovirinae
  - Род Spumavirus